# تشاو منغ
تشاو منغ (بالصينية: 赵萌) هو نحات صيني، ولد في 1957 في كايفنغ في الصين، وتوفي في 2019 في جيوغوان في الصين.